# Wegerecht (Telekommunikationsrecht)
Das Wegerecht des Bundes gibt diesem die Befugnis, Verkehrswege unentgeltlich und andere Grundstücke gegen Entschädigung zu nutzen, um Telekommunikationslinien, die öffentlichen Zwecken dienen, unterzubringen (vgl. § 68 Abs. 1 und § 76 Abs. 1 TKG).

## Wegerecht auf öffentlichen Verkehrswegen
Als öffentlicher Verkehrsweg gelten die Wege, Plätze und Brücken, die durch Widmung für die Benutzung durch jeden bestimmt sind (§ 68 Abs. 1 Satz 2 TKG). Diese kann der Bund nutzen, um Telekommunikationsleitungen (wie beispielsweise die Teilnehmeranschlussleitungen) zu verlegen. Aufgrund der Liberalisierung des Telekommunikationsmarktes benötigt heute nicht mehr der Bund dieses Recht, sondern die privaten Telekommunikationsunternehmen, denen der Bund dieses Recht übertragen kann (§ 69 Abs. 1 und 2 TKG). Diese Übertragung erfolgt durch die Bundesnetzagentur, nach dem das private Unternehmen als Betreiber eines öffentlichen Telekommunikationsnetzes einen Antrag gestellt hat, der das Gebiet bezeichnen muss, für das die Nutzungsberechtigung übertragen werden soll. Dabei handelt es sich um eine gebundene Entscheidung; wenn das Unternehmen nachweislich fachkundig, zuverlässig ist und zur Errichtung von Telekommunikationslinien leistungsfähig ist sowie die Übertragung der Nutzungsberechtigung mit den Regulierungszielen, die in § 2 Abs. 2 TKG aufgeführt werden, vereinbar ist, muss die Bundesnetzagentur also die Nutzungsberechtigung übertragen. Die Übertragung gilt allerdings nur für die Zeit, in der das Unternehmen auch öffentlich tätig ist.

## Benutzungsrecht privater Grundstücke
Die Eigentümer privater oder öffentlicher Grundstücke (wenn diese keine Verkehrswege sind) dürfen den Bau (Errichtung und Erneuerung) und den Betrieb von Telekommunikationslinien nicht verbieten. Das gilt allerdings nur, wenn auf dem Grundstück bereits eine durch ein Recht gesicherte Leitung (oder Anlage) besteht, die für den Bau genutzt wird und hierdurch die Nutzbarkeit des Grundstücks nicht dauerhaft zusätzlich eingeschränkt wird (§ 76 Abs. 1 Nr. 1 TKG) oder das Grundstück durch die Benutzung nicht unzumutbar beeinträchtigt wird (§ 76 Abs. 1 Nr. 2 TKG). Im Gegensatz zu den Eigentümern der Verkehrswege hat dieser Eigentümer aber das Recht, von dem Betreiber der Telekommunikationslinie oder dem Eigentümer des Leitungsnetzes einen Geldbetrag zu verlangen, wenn durch die Telekommunikationslinie (bei Bau- und Wartungsarbeiten) die Benutzung oder der Ertrag seines Grundstücks über das zumutbare Maß hinaus beeinträchtigt wird (§ 76 Abs. 2 TKG).